# Uddsjön (Vårdinge socken, Södermanland)
Uddsjön är en sjö i Södertälje kommun i Södermanland och ingår i Trosaåns huvudavrinningsområde. Sjön är 5,6 meter djup, har en yta på 0,005 kvadratkilometer och befinner sig 43 meter över havet.